# Dnipro (stacja metra)
Dnipro (ukr. Дніпро) – stacja metra w Kijowie. Jest stacją nadziemną oddaną do użytku 6 listopada 1960 roku, ówcześnie jako końcowa stacja linii Swjatoszynśko-Browarśkiej. Obsługuje 2,9 tys. pasażerów dziennie.
Od 2008 roku stacja ma status „nowo odkrytego obiektu dziedzictwa kulturowego”, pomnika architektury i urbanistyki, nauki i technologii.